# Маренков, Владимир Петрович
Владимир Петрович Маренков (12 декабря 1926 — 25 апреля 2003) — советский актёр.

## Биография
Владимир Маренков родился 12 декабря 1926 года в Москве.
Участник Великой Отечественной войны. Окончил Всесоюзный государственный институт кинематографии (1953, мастерская С. Герасимова и Т. Макаровой). Был актёром Московского драматического театра им. К. С. Станиславского (1945—1947), Театра-студии киноактёра (1953—1988), театра-студии «Время».
В кино с 1951 года. Будучи студентом, снялся в роли тракториста Комова, в фильме своего учителя, режиссёра Сергея Герасимова «Сельский врач». Наиболее активно снимался в 1960-х — 1970-х годах, им были сыграны многие персонажи более чем в восьмидесяти лентах разных режиссёров. Среди его работ: Иван Жаркий («Павел Корчагин»), Костя Маркушев («Председатель»), Зверев, командир отряда Красной гвардии «Сергей Лазо», курсант Туз («Щит и меч»), Джек Вудли («Жизнь и удивительные приключения Робинзона Крузо»), Егорыч («Экипаж машины боевой»), офицер Первой дивизии в польском фильме «До последней капли крови».
Скончался 25 апреля 2003 года в Москве. Похоронен на Ваганьковском кладбище.

## Фильмография
- 1951 — Сельский врач — Комов
- 1953 — Вихри враждебные — помощник машиниста
- 1954 — Дети партизана — геолог
- 1955 — Мать — Николай Весовщиков
- 1956 — Сердце бьётся вновь… — Хохлов
- 1956 — Павел Корчагин — Иван Жаркий
- 1957 — Шторм — Лубенцов
- 1957 — Орлёнок — Иван Муравьёв
- 1958 — Сегодня увольнения не будет — Васин
- 1959 — Ветер — делегат
- 1960 — Воскресение — конвойный
- 1960 — Хлеб и розы — Прохор Тиунов
- 1960 — Северная радуга — солдат
- 1961 — Нахалёнок — Федот-сапожник
- 1961 — Мир входящему — старшина
- 1961 — Любушка — Рыжий, сосед Лыковых
- 1961 — Битва в пути — тракторист
- 1962 — Иваново детство — Малышев
- 1962 — Бей, барабан! — отец Лёньки
- 1963 — Три часа дороги — Александр Васильевич
- 1963 — При исполнении служебных обязанностей — сапожник
- 1963 — Первый троллейбус — водитель
- 1963 — Живые и мёртвые — генерал-лейтенант Козырев
- 1963 — Армия «Трясогузки»
- 1964 — Председатель — Костя Маркушев
- 1964 — Метель — Терёшка
- 1964 — Вызываем огонь на себя — Бородкин
- 1965 — Музыканты одного полка — Сивков
- 1965 — Арбузный рейс — шофёр
- 1966 — Иду искать — старшина Семён Петрович
- 1966 — Дикий мёд — сержант Грицай
- 1967 — Сергей Лазо — Зверев
- 1967 — Конец «Сатурна» — связной
- 1967 — Запомним этот день
- 1967 — Возмездие
- 1968 — Щит и меч — курсант Туз
- 1968 — Угрюм-река — Пётр
- 1968 — Последний угон — командир
- 1968 — По Руси — Конев
- 1968 — Один шанс из тысячи — Владимир Соколов
- 1968 — Крах — Иванов
- 1968 — Иван Макарович — искалеченный боец
- 1969 — Адъютант его превосходительства — одноногий сапожник
- 1970 — Севастополь — Зинченко
- 1970 — Посланники вечности — матрос
- 1970 — Море в огне — мичман
- 1970 — Взрыв замедленного действия
- 1971 — Цена быстрых секунд
- 1971 — Море нашей надежды — Омельченко
- 1971 — Если ты мужчина… — водитель
- 1971 — Долгие проводы — зритель
- 1971 — Город под липами
- 1972 — Возвращение к жизни — Ян Коротваш
- 1972 — Приваловские миллионы — Тёлкин
- 1972 — Лёгкая вода
- 1972 — Жизнь и удивительные приключения Робинзона Крузо — Джек Вудли
- 1972 — Бой после победы — Володя
- 1973 — Хаос
- 1973 — Последний подвиг Камо — Степан
- 1973 — Остановка в пути
- 1974 — Вылет задерживается — Арефьев
- 1975 — Шире шаг, маэстро! — Ненароков, председатель совхоза
- 1975 — Родины солдат — узник концлагеря Михаил / Эрнст, фашистский агент
- 1976 — День семейного торжества
- 1976 — Два капитана — майор Ильин
- 1977 — Отклонение — ноль — сотрудник Блыша
- 1978 — Ошибки юности — капитан Рысаков
- 1978 — До последней капли крови — офицер Первой дивизии
- 1978 — Голубка — Гена
- 1979 — Экипаж — пассажир с поломанной рукой
- 1980 — Юность Петра — Овсей Ржев
- 1980 — В начале славных дел — Овсей Ржев
- 1981 — Ответный ход — Новиков
- 1981 — В последнюю очередь — капитан
- 1982 — Каракумы, 45 в тени — Малышев
- 1983 — Счастье Никифора Бубнова
- 1983 — Экипаж машины боевой — Егорыч
- 1984 — Три процента риска — Турищев
- 1986 — Я — вожатый форпоста — мотоциклист из укома
- 1986 — Зина-Зинуля — рабочий